# NGC 182

NGC 182

NGC 182 (بالإنجليزية: NGC 182)‏ التي يرمز لها بالرمز NGC 182، هي مجرة، في كوكبة الحوت.

## الاكتشاف
اكتشفت في 25 ديسمبر 1790، بواسطة ويليام هيرشل.